# 檜町警備隊
檜町警備隊（ひのきちょうけいびたい、JGSDF Hinokicho Area Security Force）とは、防衛庁本庁等が置かれていた檜町駐屯地にあった防衛庁長官直轄の駐屯地警備部隊である。

## 概要
1968年（昭和43年）10月20日に防衛庁本庁内に新左翼過激派学生が乱入して暴力行為を繰り広げた「新宿騒乱」が発生したことを契機に陸上自衛官からなる警備担当の檜町警備隊が設置された。事件前までは、同地の警備は一般の守衛のみが行っていた。事件後の同年11月に隊長（1等陸佐）以下20名強からなる隊本部と、全国の部隊から派遣された隊員により構成される1個警備中隊（120名程度）により編成された。発足後は、沖縄を除く全国の陸上自衛隊の普通科、特科、施設科を中心にした部隊が1週間交代で上京し上番した。勤務は1週間だが、部隊の名誉を懸けて守り抜く決意から、各部隊は1、2ヶ月の訓練を経て任務につくのが常であり、部隊廃止までの31年間に上番した部隊は延べ約1,650部隊に上った。2000年（平成12年）5月9日、防衛庁の市ヶ谷地区移転に伴い廃止となった。

## 部隊編成
- 隊本部班（総務科・運用科・管理科）
- 警備中隊（臨時編成。3ヶ月間を目処に全国の普通科連隊を中心に諸隊から要員選抜の上派遣し編成された）

| 代 | 氏名       | 在職期間                                                   | 前職                                               | 後職                                  |
| -- | ---------- | ---------------------------------------------------------- | -------------------------------------------------- | ------------------------------------- |
| 01 | 鬼澤薫     | 1968年11月21日 - 1970年07月15日                            | 檜町駐とん地業務隊付                               | 陸上幕僚監部監察官付                  |
| 02 | 野副直行   | 1970年07月16日 - 1971年07月15日                            | 第16普通科連隊長 兼 大村駐とん地司令               | 第7師団司令部幕僚長                   |
| 03 | 片桐榮     | 1971年07月16日 - 1973年07月15日                            | 陸上自衛隊幹部学校学校教官                         | 陸上幕僚監部総務課勤務                |
| 04 | 中田九十郎 | 1973年07月16日 - 1975年03月16日                            | 第29普通科連隊長 兼 倶知安駐とん地司令             | 陸上幕僚監部総務課勤務                |
| 05 | 宮田澄男   | 1975年03月17日 - 1976年08月01日 ※1976年04月01日 陸将補昇任 | 陸上自衛隊幹部学校研究員                           | 第3師団副師団長 兼 千僧駐とん地司令   |
| 06 | 時津勇     | 1976年08月02日 - 1978年07月31日                            | 第45普通科連隊長                                   | 第8師団司令部幕僚長                   |
| 07 | 河口治俊   | 1978年08月01日 - 1980年07月31日                            | 第26普通科連隊長 兼 留萌駐とん地司令               | 東千歳駐とん地業務隊長                |
| 08 | 松山卓司   | 1980年08月01日 - 1982年08月01日                            | 西部方面調査隊長                                   | 陸上自衛隊幹部学校研究員              |
| 09 | 久田博之   | 1982年08月02日 - 1985年03月15日                            | 第1空挺団副団長                                    | 東部方面総監部勤務                    |
| 10 | 赤松義隆   | 1985年03月16日 - 1986年07月31日                            | 第5師団司令部幕僚長                                | 檜町駐屯地業務隊長 兼 檜町駐屯地司令  |
| 11 | 鯉沼義則   | 1986年08月01日 - 1987年07月06日                            | 陸上自衛隊富士学校総合研究開発部 第3主任研究開発官 | 檜町駐屯地業務隊長 兼 檜町駐屯地司令  |
| 12 | 村田成久   | 1987年07月07日 - 1989年07月31日                            | 陸上自衛隊業務学校研究員                           | 東部方面総監部勤務                    |
| 13 | 平田英男   | 1989年08月01日 - 1991年07月31日                            | 第1師団司令部監察官                                | 第1空挺団副団長                       |
| 14 | 入江武紀   | 1991年08月01日 - 1993年03月23日                            | 陸上自衛隊幹部候補生学校学校教官                   | 陸上自衛隊会計監査隊 東部方面分遣隊長 |
| 15 | 河合洋     | 1993年03月24日 - 1995年03月22日                            | 木更津駐屯地業務隊長                               | 東部方面調査隊長                      |
| 16 | 村松洋一   | 1995年03月23日 - 1997年03月25日                            | 東部方面総監部人事部募集課長                       | 駒門駐屯地業務隊長                    |
| 17 | 山田和夫   | 1997年03月26日 - 1999年07月31日                            | 第1教育連隊長                                      | 東部方面総監部勤務                    |
| 末 | 丸田清次郎 | 1999年08月01日 - 2000年05月09日                            | 東北方面警務隊長                                   | 警務隊本部付警務隊長                  |

## 備考
陸上自衛隊の駐屯地および分屯地には出入門者の監視に当たる「駐屯地警衛隊」（守衛）が所在部隊の隊員をもって日替わりで編成されているが当隊は長官直轄部隊として陸上幕僚長の指揮監督下で運用されていた点が大きく異なっている。また、同じ警備隊の名を冠する「対馬警備隊」とは任務そのものが異なっている。
任務終了として臨時編成の警備中隊が原隊復帰となる際は陸上幕僚長や幕僚監部に所属する各幕僚等との集合記念撮影を行う慣例が存在していた。